# Diana Dors
Diana Dors, właściwie Diana Mary Fluck (ur. 23 października 1931 w Swindon, Anglia, zm. 4 maja 1984 w Windsor, Anglia) – brytyjska aktorka.
W młodości uczęszczała na lekcje tańca. Wkrótce zapragnęła zostać aktorką i wyjechać do Hollywood, aby występować obok największych gwiazd filmu. Gdy miała 14 lat, zapisała się na lekcje aktorstwa.
Zadebiutowała niewielką rolą w filmie w The Shop At Sly Corner z 1947 roku. Miała wtedy 17 lat i musiała ukrywać, że jest niepełnoletnia. 
W 1948 wystąpiła w sześciu filmach, z których najważniejsza była rola Charlotty w filmie Oliver Twist. Stopniowo jej sława rosła, aż ogłoszono ją angielską wersją Marilyn Monroe. Najczęściej obsadzano ją w rolach seksownych kobiet. Równocześnie grała role teatralne, gromadząc angielską publiczność.
Wystąpiła w serialu Prawo Burke’a (1963).
Zmarła na raka w wieku 52 lat. W następnym roku wszedł na ekrany jej ostatni film Steaming.